# Lagunas de Río Seco
Lagunas de Río Seco är sjöar i Spanien.   De ligger i provinsen Provincia de Granada och regionen Andalusien, i den södra delen av landet, 400 km söder om huvudstaden Madrid. Lagunas de Río Seco ligger 3 065 meter över havet.Trakten runt Lagunas de Río Seco är ofruktbar med lite eller ingen växtlighet.